# Monte Peary
El monte Peary es una montaña de unos 1900 metros de altitud, ubicada a unos 13 kilómetros al este-noreste del cabo Tuxen y dominando el área entre los glaciares Wiggins y Bussey en la península de Kiev en la costa de Graham, al oeste de la península Antártica, Antártida. Es un macizo conspicuo, que posee una cumbre plana cubierta de nieve de varios kilómetros de extensión, coronada por un pico al oeste.

## Historia y toponimia
Fue descubierto por la Tercera Expedición Antártica Francesa de 1908-1910, al mando de Jean-Baptiste Charcot, quien lo nombró por el contralmirante Robert E. Peary de la Marina de los Estados Unidos, quien exploró el Ártico, siendo la primera persona en llegar al polo norte.
Entre 1956 y 1957 fue fotografiada desde el aire por el Falkland Islands and Dependencies Aerial Survey Expedition (FIDASE). La montaña fue escalada por primera vez en 1965.
En septiembre de 1976, tres científicos del British Antarctic Survey (Geoffrey H. Hargreaves, Michael A. Walker, y Graham J. Whitfield) realizaron un ascenso pero no regresaron a la base Faraday. Sus restos no fueron hallados. Posteriormente, en memoria, fue levantada una cruz simple en la isla Rasmussen.

## Reclamaciones territoriales
Argentina incluye al monte en el departamento Antártida Argentina dentro de la provincia de Tierra del Fuego, Antártida e Islas del Atlántico Sur; para Chile forma parte de la comuna Antártica de la provincia Antártica Chilena dentro de la Región de Magallanes y de la Antártica Chilena; y para el Reino Unido integra el Territorio Antártico Británico. Las tres reclamaciones están sujetas a las disposiciones del Tratado Antártico.
Nomenclatura de los países reclamantes: 
- Argentina: Monte Peary[5][6]
- Chile: Monte Peary[7]
- Reino Unido: Mount Peary[3]